# همستر نواردار چینی
همستر نواردار چینی (نام علمی: Cricetulus barabensis) نام یک گونه از زیرخانواده همستر است.